# Roine Carlsson
Tord Erland Roine Carlsson (ur. 10 grudnia 1937 w m. Hallstavik, zm. 25 sierpnia 2020) – szwedzki polityk i działacz związkowy, poseł do Riksdagu, minister.

## Życiorys
Kształcił się w szkole zawodowej prowadzonej przez organizację związkową LO. Pracował jako mechanik w papierni w rodzinnej miejscowości. Został etatowym działaczem związkowym w ramach Svenska Pappersindustriarbetareförbundet, zrzeszającego pracowników przemysłu papierniczego. W latach 1970–1982 był przewodniczącym tej organizacji, wchodził też w skład sekretariatu krajowego centrali związkowej Landsorganisationen i Sverige. Działacz Szwedzkiej Socjaldemokratycznej Partii Robotniczej. Był członkiem rządów, którymi kierowali Olof Palme i Ingvar Carlsson. W latach 1982–1985 pełnił funkcję ministra bez teki (jako wiceminister w resorcie przemysłu), następnie do 1991 sprawował urząd ministra obrony. W 1985, 1988 i 1991 uzyskiwał mandat posła do Riksdagu, zrezygnował z niego tuż po ostatnich z tych wyborów.